# Liangzhu
De Archeologische ruïnes van de stad Liangzhu, of gewoon Liangzhu, bestaan uit een cluster van neolithische vindplaatsen in het Liangzhu-subdistrict en Pingyao in Yuhang, Hangzhou in China. Oorspronkelijk opgegraven in 1936, werden de ruïnes in 1959 erkend als behorend tot een voorheen onbekende beschaving, de Liangzhu-cultuur. De site werd bevestigd als een oude stad na de ontdekking van de stadsmuren in 2006.
Gelegen in het zuidwestelijke deel van het culturele gebied Liangzhu, wordt aangenomen dat deze stad het politieke en spirituele centrum van de Liangzhu-cultuur was, een voorbeeld van een prehistorische, rijstverbouwende stedelijke samenleving van een vroege staat in het stroomgebied van de Yangtze. De site omvat een ommuurde stad met paleisachtige complexen, ceremoniële ruimtes en een ingewikkeld hydraulisch systeem, een indicatie van een hoogontwikkelde samenleving met gecentraliseerd bestuur. Het hydraulische systeem van Liangzhu is verreweg het vroegst bekende ter wereld. De stad bestond van ongeveer 3300 tot 2300 v.Chr. en werd uiteindelijk verlaten en de beschaving stortte in als gevolg van uitgebreide overstromingen als een gevolg van een klimaatverandering.
Erkend als een van de vroegste voorbeelden van de Chinese beschaving, worden de ruïnes beheerd door het Liangzhu Site District Management Committee, dat toezicht houdt op het Liangzhu National Archaeological Site Park. De ruïnes van de stad, samen met de Yaoshan-site, werden in 1996 aangewezen als belangrijk cultureel erfgoed onder nationale bescherming, terwijl het hydraulische systeem in 2017 provinciale bescherming kreeg.

## Werelderfgoed
De archeologische vindplaatsen met de omliggende bufferzone, voor een totale oppervlakte van 11.413,95 hectare, werden op 3 juli 2015 tijdens de 39e sessie van de Commissie voor het Werelderfgoed in Bakoe erkend als UNESCO cultureel werelderfgoed en onder de titel "Archeologische ruïnes van de stad Liangzhu" aan de werelderfgoedlijst toegevoegd. Gelegen in het stroomgebied van de Yangtze aan de zuidoostkust van het land, onthullen de archeologische ruïnes van Liangzhu (ongeveer 3.300-2.300 v.Chr.) een vroege regionale staat met een verenigd geloofssysteem gebaseerd op rijstteelt in het late neolithicum van China. Het pand bestaat uit vier gebieden: het gebied van Yaoshan, het gebied van High-dam aan de monding van de vallei, het gebied van Low-dam op de vlakte en het gebied van City Site. Deze ruïnes zijn een uitstekend voorbeeld van de vroege stedelijke beschaving die tot uiting komt in aarden monumenten, stedenbouw, een waterbeschermingssysteem en een sociale hiërarchie die tot uiting komt in gedifferentieerde begrafenissen op begraafplaatsen binnen het terrein.